# 栗背鼩鼹
栗背鼩鼹（学名：Uropsilus atronates）也称黑臀鼩鼹，一种分布于中国云南西南部地区的小型哺乳动物，隶属于鼹科鼩鼹属，模式产地为云南镇康县木场乡。本种发表时被视为峨眉鼩鼹（Rhynchonax andersoni）的一个亚种，之后又有学者将本种视为长吻鼩鼹（Uropsilus gracilis）同物异名。2013年中国学者通过系统学研究，确定本种的有效性。

## 备注
1. ↑  Wan（2013）文献中称模式产地为“Mucheng，Yunnan”[1]，通过地图上标注的位置，在地图上查询，附近并无发音为“Mucheng”的地名，最接近的即为镇康的木场乡。